# Кріс Гантер
Кріс Гантер (англ. Chris Gunter, нар. 21 липня 1989, Ньюпорт) — валлійський футболіст, фланговий захисник клубу «Редінг» і національної збірної Уельсу.

## Клубна кар'єра
У дорослому футболі дебютував 2006 року виступами за команду клубу «Кардіфф Сіті», в якій провів два сезони, взявши участь у 28 матчах чемпіонату. 
Згодом з 2008 по 2009 рік грав за «Тоттенгем Готспур».
Своєю грою за останню команду знову привернув увагу представників тренерського штабу клубу «Ноттінгем Форест», до складу якого 2009 року перейшов спочатку на умовах оренди, а згодом уклавши повноцінний контракт. Відіграв за команду з Ноттінгема загалом три з половиною сезони своєї ігрової кар'єри. Більшість часу, проведеного у складі «Ноттінгем Форест», був основним гравцем захисту команди.
До складу клубу «Редінг» приєднався 2012 року. Відтоді встиг відіграти за клуб з Редінга 125 матчів в національному чемпіонаті.

## Виступи за збірні
2005 року дебютував у складі юнацької збірної Уельсу, взяв участь у 14 іграх на юнацькому рівні, відзначившись 2 забитими голами.
Протягом 2006–2008 років залучався до складу молодіжної збірної Уельсу. На молодіжному рівні зіграв у 5 офіційних матчах.
2007 року дебютував в офіційних матчах у складі національної збірної Уельсу. Наразі провів у формі головної команди країни 64 матчі.